# Online Today
Online Today war eine Internet-Zeitschrift des Verlags Gruner + Jahr.
Die Zeitschrift wurde erstmals 1996 als Sonderheft der Fernseh-Programmzeitschrift TV Today unter dem Titel TV Today Online herausgegeben. Später wurde sie durch Umbenennung eigenständiger positioniert und erschien regelmäßig. Im Juni 2002 wurde sie schließlich eingestellt. Die Auflage erreichte nach intensiven Marketingmaßnahmen vorübergehend eine Höhe von über 200.000 Exemplaren, am Ende lag sie bei etwa 116.000 Exemplaren.
Angelehnt an das Schwestermagazin TV Today war Online Today eine Programmzeitschrift für das sich in diesen Jahren zum Massenmedium entwickelnde Internet.
Durch die Verbesserung von Suchmaschinen und Verzeichnissen des Internets selbst sowie durch bessere Kenntnisse der Nutzer sank jedoch der Bedarf an gedruckten Informationen. Anders als das Fernsehen präsentierte sich das Internet – nach einer Entwicklungsphase – selbst. Außerdem begann Ende 2000 die Krise der „New Economy“, in deren Folge die bis dahin gewaltigen Werbeetats schrumpften oder wegfielen. Die Zeitschrift wurde schließlich wegen sinkender Auflage und Anzeigeneinnahmen eingestellt.
Ein Markenzeichen von Online Today waren die Comics ihres Hauszeichners Jamiri.